# Menzoberranzan
Menzoberranzan è una città immaginaria di Forgotten Realms, ambientazione per il gioco di ruolo fantasy Dungeons & Dragons. È famosa principalmente per essere il luogo di nascita di Drizzt Do'Urden, protagonista di numerosi romanzi scritti da R.A. Salvatore.
Menzoberranzan, la fantastica e oscura città drow, è situata nel Sottosuolo (o Buio Profondo) del Nord, a oltre 3 chilometri di profondità al di sotto della valle del fiume Surbin che scorre fra il Bosco della Luna e le montagne della Spina Dorsale del Mondo. Ricca di meraviglie quanto di orrori, vive in un continuo caos in cui vige la legge del più forte; le potenti Sacerdotesse della Regina Ragno governano la società col pugno di ferro, perpetrando da millenni una dura lotta per il predominio. Fra le sue mura si trovano la prestigiosa scuola per maghi e stregoni di Sorcere e l'accademia per guerrieri di Melee Magthere. Una peculiarità di Menzoberranzan, che la distingue da ogni altra città del Sottosuolo, è Narbondel, un'enorme stalagmite posizionata al centro della città, utile alla popolazione come orologio: infusa di magia, appare luminescente con un'intensità variabile alle diverse ore del giorno.
La società drow è di tipo matriarcale, e a governare Menzoberranzan è un consiglio composto dalle otto matrone delle famiglie più potenti della città; i maschi invece vengono relegati al ruolo di combattenti e "riproduttori". Le matrone ottengono l'accesso al consiglio ottenendo il favore della dea Lolth (o Lloth, nella lingua drow), la Regina Ragno; tale favore è ottenibile attraverso azioni perfide e usualmente violente nei confronti di famiglie più deboli o di razze considerate inferiori. Frequenti sono infatti le incursioni di drow in altre regioni del Sottosuolo o addirittura in superficie allo scopo di catturare prigionieri da sacrificare alla Regina dei Ragni o, ancora più spesso, per procurarsi degli schiavi.

## Sorcere
Sorcere è la scuola di magia di Menzoberranzan. Fin dall'infanzia, tutti i drow maschi di estrazione nobiliare vengono indirizzati a Sorcere oppure a Melee Magthere. L'organo più importante della costruzione è l'arcimago Gromph Baenre, Arcimago del Primo Casato di Menzoberranzan. Uno dei compiti del capo di Sorcere è quello di illuminare il fuoco di Narbondel, l'orologio della città.

### Gromph Baenre
Nell'ambientazione Dungeons & Dragons Gromph Baenre è il maschio più potente di Menzoberranzan, l'arcimago della città.
Direttore della scuola di magia, appartiene al casato dominante dei Baenre; è fratello di Quentel Baenre, direttrice della scuola delle sacerdotesse di Lloth e diretta erede alla guida del casato Baenre. Molti credono che Gromph sia tra i maghi più potenti di Toril, forse secondo al solo Elminster. Gromph compare in diversi libri dei Forgotten realms, inclusa la guerra della regina ragno di cui è uno dei protagonisti.

#### Aspetto e capacità magiche
Sebbene Gromph abbia oltre 800 anni, il suo aspetto rimane quello di un giovane elfo oscuro grazie all'amuleto di eterna giovinezza che porta al petto. Ha un fisico piuttosto impetuoso pur essendo un mago ed è di media statura; è noto per le sue grandi capacità magiche e per l'aver sconfitto il lich-drow Dyrr.
Fa uso di tutte le scuole di magia; tra i suoi incantesimi più celebri vi sono un potentissimo raggio negromantico usato contro il mezzo drago Nimor, la capacità di fermare il tempo per alcuni istanti, la previsione delle mosse del nemico ed il lancio di imponenti sfere infuocate. Indossa molti oggetti magici, come l'amuleto di eterna giovinezza già citato e il piwawfi stregato tipico della nobiltà drow (capace di assorbire e respingere incantesimi ostili). Porta un bastone dotato di possenti incantesimi di protezione, un anello che guarisce le ferite ed una maschera magica che gli permette di scalare le mura del casato Baenre.